# Florencia Labat
Florencia Labat (* 14. Juni 1971 in Pergamino) ist eine ehemalige argentinische Tennisspielerin.

## Karriere
Labat, die von Jorge Gerosi trainiert wurde, gewann in ihrer Karriere sieben Doppeltitel WTA Tour. Hinzu kamen sieben Einzel- und vier Doppeltitel auf dem ITF Women’s Circuit. 
Bei den XII. Panamerikanischen Spielen gewann Labat 1995 die Goldmedaille im Einzel. 2000 beendete sie ihre Tenniskarriere.
Von 1989 bis 2000 gehörte sie dem argentinischen Fed-Cup-Team an. Sie gewann 24 ihrer insgesamt 41 Fed-Cup-Partien (Bilanz im Einzel 19:13). 

## Turniersiege

### Doppel
| Nr. | Datum            | Turnier     | Kategorie    | Belag     | Partnerin           | Finalgegnerinnen                  | Ergebnis      |
| --- | ---------------- | ----------- | ------------ | --------- | ------------------- | --------------------------------- | ------------- |
| 1.  | 5. Mai 1991      | Tarent      | WTA Tier V   | Sand      | Alexia Dechaume     | Laura Golarsa Ann Grossman        | 6:2, 7:5      |
| 2.  | 27. Oktober 1991 | San Juan    | WTA Tier IV  | Hartplatz | Rika Hiraki         | Sabine Appelmans Camille Benjamin | 6:3, 6:3      |
| 3.  | 12. Juli 1992    | Kitzbühel   | WTA Tier IV  | Sand      | Alexia Dechaume     | Amanda Coetzer Wiltrud Probst     | 6:3, 6:3      |
| 4.  | 26. Juli 1992    | San Marino  | WTA Tier V   | Sand      | Alexia Dechaume     | Sandra Cecchini Laura Garrone     | 7:6, 7:5      |
| 5.  | 30. August 1992  | Schenectady | WTA Tier V   | Hartplatz | Alexia Dechaume     | Ginger Helgeson Shannan McCarthy  | 6:3, 1:6, 6:2 |
| 6.  | 23. Mai 1998     | Madrid      | WTA Tier III | Sand      | Dominique Van Roost | Rachel McQuillan Nicole Pratt     | 6:3, 6:1      |
| 7.  | 27. Mai 2000     | Straßburg   | WTA Tier III | Sand      | Sonya Jeyaseelan    | Kim Grant María Vento             | 6:4, 6:3      |